# Historia constitucional de Honduras
La Constitución de Honduras es la norma suprema que rige en la República de Honduras. Es el hacer político y legal para la organización del gobierno de Honduras, los ciudadanos y todas las personas que viven o visitan el país. Su última actualización fue en 1982.
La actual constitución de Honduras fue promulgada el 11 de enero de 1982 y entró en vigencia el 20 de enero del mismo año. Desde el 1984 fue reformada varias veces. La última reforma constitucional tuvo lugar mediante el decreto N°2 de 2019, que introdujo el capítulo lll-A sobre el Registro Nacional de las personas.

## Constitución de Bayona
La Constitución de Bayona, también llamada Carta de Bayona o Estatuto de Bayona, y denominada oficialmente en francés Acte Constitutionnel de l’Espagne, fue una carta otorgada —una Constitución, según Manuel Moreno Alonso— promulgada en la ciudad francesa de Bayona el 6 de julio de 1808 por José Bonaparte como rey de España e inspirada en la bonapartista Constitución del Año XII. Aunque fue discutida y aprobada por la Asamblea de Bayona su contenido fue impuesto por Napoleón Bonaparte, poseedor de los derechos de la Corona española tras las abdicaciones de Bayona. El emperador de los franceses solo admitió algunos cambios. Esta constitución rigió en el actual territorio de Honduras al ser esta parte de la Provincia de Comayagua parte de España.

## Constitución de Cádiz
También llamada Constitución española de 1812 o Constitución Política de la Monarquía Española «La Pepa» fue promulgada por las Cortes Generales en Cádiz el 19 de marzo de 1812. Se caracteriza por ser liberal en su época, tenía un preámbulo y diez títulos de 384 artículos, se aprobó como respuesta la invasión de Napoleón Bonaparte por parte de las ciudades que se resistían a esta. Cuando el rey Fernando VII retornó al trono la derogó y disolvió las Cortes volviendo el régimen absolutista de nuevo, sin embargo tuvo que ponerla en vigencia nuevamente en 1820 durante el trienio liberal. Durante la vigencia de esta constitución las provincias de la Capitanía General de Guatemala declararon su independencia el 15 de septiembre de 1821 y sirvió como base para la redacción de futuras constituciones.

## Primera constitución de la República Federal de Centroamérica
La Constitución original entró en vigor el 24 de noviembre de 1824 y en esta se fundó la República Federal de Centroamérica constituida por 5 estados entre los que se encontraba Honduras, esta implementó un gobierno federal integrado por un poder Legislativo, Ejecutivo y Judicial; un congreso federal bicameral: un senado y una cámara de diputados; un presidente y vicepresidente de la República y una Corte Suprema de Justicia. También otorgó a los Estados a organizarse internamente de acuerdo a una constitución o ley fundamental estatal.

## Primera constitución
La primera constitución de Honduras se publicó el 11 de diciembre de 1825 y sentó las bases de lo que sería el gobierno del Estado de Honduras, los derechos y las sucesiones presidenciales.
El órgano legislativo inauguró sus sesiones un 19 de septiembre de 1824, del escrutinio resultó elegido como primer jefe de Estado, Don Dionisio de Herrera y como vicejefe José Justo Milla. Honduras estaba dividida en siete departamentos: Comayagua, Tegucigalpa, Gracias, Santa Bárbara, Yoro, Olancho y Choluteca.

## Segunda constitución
El Estado Federal, tiene los mismos poderes: Legislativo, Ejecutivo y Judicial, y los mismos derechos y libertades de los habitantes que ya habían sido establecidos en la anterior constitución.

## Tercera constitución
El 12 de enero de 1839 emitió una nueva Constitución como Estado independiente y desligado de la Federación. Declaró «EL ESTADO LIBRE Y SOBERANO DE HONDURAS ES INDEPENDIENTE DEL GOBIERNO GENERAL DE LOS ESTADO Y DE TODOS LOS GOBIERNOS O POTENCIAS EXTRANJERAS». Con esta Constitución se volvió el sistema del Senado, un propietario y un suplente por cada departamento. El territorio que consistía en que ya no se decía que correspondía al obispado de Honduras sino que «Al gobierno Español», por primera vez se señalaron los límites, siempre conservando la religión católica como oficial, aunque el gobierno protegía a los demás que vinieran a establecerse al país. Los derechos y garantías eran las mismas que en las Constituciones anteriores, y además se consagraba el principio de anualidad por el presupuesto de gastos. El período presidencial fue de dos años permitiendo la reelección por una sola vez siendo requisitos para presidente: Mayor de 30 años; Ser del estado seglar; Ser de Centroamérica de origen y hallarse en el ejercicio de sus derechos. El Poder Judicial se componía de 7 magistrados, un propietario y un Suplente por cada departamento: Comayagua; Tegucigalpa (Actual Departamento de Francisco Morazán); Gracias (Actual Departamento de Lempira); Santa Bárbara; Olancho y Choluteca. El Tribunal Superior de Justicia se dividía en 3 salas: 2 de apelaciones y una para lo civil, una para lo criminal y la tercera de súplica.

## Cuarta constitución
La nueva Constitución fue emitida el 4 de marzo de 1848, durante el gobierno del licenciado Juan Lindo. La forma de gobierno era republicana, popular, representativa y se ejercía por 3 poderes distintos: Legislativo, Ejecutivo y Judicial; el primero recibía en el cuerpo representativo, el segundo en un presidente y el tercero en la Corte de Justicia y juzgados inferiores. En el poder Legislativo el bicameralismo se consagró siendo: la cámara de diputados y la cámara de senadores, estas eran independientes entre sí. El poder ejecutivo lo ejercía un presidente de Estado nombrado directamente por los ciudadanos de Honduras, que debía resultar electo por mayoría absoluta de votos, de lo contrario las cámaras reunidas en asamblea general lo elegirían entre los dos o más que hayan obtenido mayoría de votos, la duración del período presidencial era de 4 años y podían reelegirse por una sola vez sin intervalo de tiempo. La Corte Suprema de Justicia se dividía en dos secciones, cada una de 3 magistrados propietarios, y dos suplentes que elegiría la Asamblea General, una en Comayagua y otra en Tegucigalpa. En esta Constitución fue abolida la pena de muerte con sus excepciones los juicios civiles sobre injurias no podían entablarse si no ser constar que se había intentado antes el medio de conciliación, así mismo no podía haber 2 juicios por un mismo delito.

## Quinta constitución
Emitida en el gobierno del Capitán general José María Medina. El gobierno era Popular, representativo y se ejercía por tres poderes, de nuevo se estableció a la Iglesia católica como oficial. Se creó el cargo de Tesorero General de la república y en los departamentos Intendentes, la ley demarcaba sus funciones y cualidades. Fue en esta Constitución que se reconoció por primera vez el Habeas corupus. Se abolió la pena de muerte en materia política y solo se dejó como delitos de asesinato, homicidio premeditado, asalto o incendio si se siguiere de muerte y de parricidio. El período presidencial fue de 4 años pero sin reelección sucesiva y era Comandante en Jefe del Ejército y de la Armada. El Poder Judicial lo ejercía una Corte dividida en 2 secciones y los demás Tribunales, cada sección compuesta por al menos 3 Magistrados propietarios y 2 suplentes. Para reformar esta Constitución se necesitaba 2/3 votos.

## Sexta constitución
La nueva Constitución Fundamental promulgada por el doctor Céleo Arias que había asumido el poder. Se reiteró la religión católica como oficial bajo la protección del gobierno siempre con la exclusión del ejercicio público de otro culto. Se fijó la ciudadanía en la edad de 20 años y en 18 si se había casado o tenido algún grado literario. El Poder Legislativo se ejercía de igual por un Congreso de Diputados electos con una duración de 4 años pudiendo ser reelectos una vez. El período presidencial era de 4 años, se prohibía la reelección presidencial por ninguna causa o pretexto. El poder judicial era ejercido por una Corte dividida en secciones y demás Tribunales, la residencia era igual que la Constitución anterior. Se mantenía el fuero de guerra, lo mismo que el habeas corpus, la detención para inquirir no pasaba de 6 días. Las penas debían ser proporcionales al delito y ninguna corporal pasaba de 10 años.

## Séptima constitución
Dictada durante el gobierno de Marco Aurelio Soto, la nueva constitución comprendía entre otras reformas, emitir un Código Civil; Código Penal; Código Militar; Código de Procedimientos; Código de Educación Pública; una La Ley de Minería. El establecimiento por primera vez en Honduras el Telégrafo, el Correo y fundó el Hospital General San Felipe y la Biblioteca Nacional. Trasladó la Capital de Comayagua a Tegucigalpa y construyó los parques donde actualmente se encuentran los bustos de: Gral. Francisco Morazán, José Trinidad Cabañas, Don Dionisio de Herrera y del presbítero José Trinidad Reyes. Creación de los departamentos de Intibucá y Colón. Se fijaron nuevas reglas para transitar el territorio de la República en el cual se podía salir de él sin pasaporte. Se estableció la libertad de cultos. La educación se volvió obligatoria, laica y gratuita (la primaria). Se otorgaron concesiones a las compañías mineras y el país se desarrolló en el sector agropecuario y minero. El Poder Judicial se ejercía por la Corte Suprema de Justicia compuesta por 5 Magistrados y por los Tribunales Superiores e Inferiores. El nombramiento se los Magistrados estaba sujeta al Congreso Nacional y Se consagró la autoridad municipal.

## Octava constitución
La nueva Constitución emitida en el gobierno de José Policarpo Bonilla Vásquez entre otras cosas contenía: Se consagró el voto secreto y directo. Se reconocieron las minorías electorales. Se consolidó la abolición de la pena de muerte. Las penas carcelarias no debían sobrepasar de 15 años. Se declaró el recurso de amparo y se afirmó el habeas corpus. Se estableció el poder de declarar Inconstitucionalidad una Ley por el Poder Judicial. Se consagró el ejercicio de todas las religiones. Se prohibió la prisión por deuda. Se creó el fiscal general de Hacienda. Se estableció el Servicio Militar obligatorio. Se estableció la ciudadanía para todos los hondureños mayores de 21 años. El período Presidencial era de 4 años sin posibilidad de ser reelecto. La Corte Suprema de Justicia estaba compuesta por 5 Magistrados y por Tribunales y Jueces inferiores electos popularmente. Se crearon las leyes de: Imprenta, Estado de Sitio, Amparo y Elecciones.

## Novena constitución
Emitida durante el gobierno del general Manuel Bonilla la nueva Constitución fue creada el 2 de septiembre de 1904 y entró en vigencia el 1 de marzo de 1906, por creación de leyes secundarias. El Congreso Nacional tenía la facultad de elegir a los Magistrados de la Corte Suprema de Justicia. Se autorizó la reelección del Presidente de la República por un período más, si éste faltara asumía el Consejo de Ministros y no el vicepresidente. Se estableció nuevamente la pena de muerte para delitos graves. El voto se volvió público. Mantuvo iguales las garantías ciudadanas, garantizando la libertad religiosa, el habeas corpus y el amparo, se mantuvo la enseñanza laica, obligatoria y gratuita. Se mantuvo el fiscal general de Hacienda Pública y la Autonomía Municipal. Se crearon los departamentos de Ocotepeque y se obtuvo el Laudo de don Alfonso XIII Rey de España, definiendo los límites fronterizos con Nicaragua y que fueron a favor de Honduras. Se edificó el majestuoso Teatro Nacional.

## Segunda constitución de la República Federal de Centroamérica
Durante el gobierno del doctor Francisco Bertrand Barahona el 9 de septiembre de 1921, Honduras participó en el nuevo intento unionista con Guatemala y El Salvador, cumpliendo con el pacto que habían firmado en San José de Costa Rica el 19 de enero de 1921, donde los tres países constituyeron una Federación Soberana e independiente que se denomina República de Centroamérica, la cual no se llevó a cabo.

## Décima constitución
Durante la presidencia del General Vicente Tosta Carrasco se emitió el Decreto n.º 7 del 19 de septiembre de 1924, reunidos los diputados en Tegucigalpa dieron a Honduras una nueva Carta Magna, la cual declaraba a Honduras como un Estado disgregado de la República de Centroamérica. Consagró los mismos derechos y garantías de las Constituciones anteriores (habeas corpus, Amparo, abolición de la pena de muerte). Se integró el voto directo y secreto y la representación de minorías. Se estableció el asilo sagrado para los que se refugiaran en el territorio nacional y la inviolabilidad de su domicilio. El límite máximo de prisión era de 12 años y de 20 por la acumulación de delitos. Se separa la Iglesia del Estado y se establece la libertad religiosa. Se elimina el uso de papel sellado en peticiones del poder ejecutivo. Admitió la expropiación de inmuebles por necesidad y utilidad pública, siempre con arreglo a derecho. Estableció de nuevo las Leyes de imprenta, estado de sitio, amparo, elecciones y agrarias. El Período presidencial fue de 4 años existiendo un Vicepresidente. El Poder Judicial lo forma la Corte Suprema de Justicia, compuesto por 5 Magistrados electos por el Congreso Nacional y su período era de 4 años. Se reitera el Recurso de Inconstitucionalidad y se admite el recurso de Revisión en materia Criminal, Común y Militar.

## Undécima constitución
Emitida durante la administración del General Tiburcio Carias Andino, un 28 de marzo de 1936, mediante Decreto n.º 3, sancionando el nuevo texto fundamental. Reconoce las mismas garantías y principios anteriores. El hondureño nacido en el territorio nacional no tendría otra nacionalidad distinta a al Honduras mientras residiera en el país, se reconocía el Jus Sanguini mientras que en las anteriores Constituciones solo se reconocía el Jus Soli. Se consagraba nuevamente el habeas corpus, el amparo, las penas siempre eran 12 años y las acumuladas de 20 años. La iglesia se declaraba nuevamente separada del Estado, y se garantizaba el libre ejercicio de las religiones siempre que no se opusiera a las leyes del país. Se prohibía la enajenación del dominio pleno. Se estatuyó que el Poder Judicial, los Magistrados de la Corte Suprema de Justicia eran elegidos por el Congreso Nacional. Fue ratificado Constitucionalmente la ampliación del período constitucional, hasta el primero de enero de 1949.

## Decimosegunda constitución
Emitida durante el gobierno del doctor José Ramón Adolfo Villeda Morales. Se declaró a Honduras un Estado soberano e independiente, reconociendo los derechos y garantías individuales reconocidas en las Constituciones anteriores. Se prohibía la reelección presidencial, declarando que la violación a esta norma daba derecho a la insurrección popular. Le da el carácter de Instituciones de Derecho Público a los partidos políticos. Estableció el voto directo, igualitario y secreto. Se tuteló por el Estado la maternidad y el matrimonio, así como el matrimonio de hecho; se eliminaron las diferencias entre hijos legítimos y naturales. Se declaró de utilidad pública la emisión del Código de Trabajo y se emitió la Ley del Seguro Social. Se reconoció el derecho a la huelga y paro. Se emitieron las Leyes de Fomento Industrial y la Reforma Agraria. El Estado reconoció y garantizó la propiedad privada y admitió la intervención del Estado en la economía privada, por razones de orden público e interés social. Se creó la Proveeduría General de la República, la Oficina de Administración de Bienes Nacionales, La Contratación General de la República, el Régimen de Servicio Civil, el Banco Municipal Autónomo y se formó el Distrito Central con Tegucigalpa y Comayagüela. Siguió el modelo de los tres poderes del Estado. Se crearon los tres designados Presidenciales para sustituir al presidente Titular. Se creó el Consejo Superior de Defensa Nacional. Se emitieron: el Código de Trabajo, Ley de Reforma Agraria, Seguro Social; y se establecieron: la Junta Nacional de Bienestar Social, Instituto Nacional de la Vivienda (INVA), El Servicio Autónomo Nacional de Acueductos y Alcantarillados (SANAA), La Empresa Nacional de Energía Eléctrica (ENEE).

## Decimotercera constitución
Emitida durante el gobierno militar del General Oswaldo López Arellano, esta constitución contemplaba: Aumentó el presupuesto de la Universidad Nacional Autónoma de Honduras (UNAH) en un 3%. Se definió la Bandera y el Escudo Nacional de Honduras como símbolos nacionales, asimismo el Himno. Se creó el Instituto de Previsión Militar (IPM). El Poder Ejecutivo lo formó un Presidente y 3 designados. El período presidencial era de 6 años sin lugar a reelección. El Poder Judicial se elevó el número de Magistrados a 7, y 7 propietarios y 5 suplentes. Se crearon la Empresa Nacional Portuaria de Honduras (ENP) y el Banco de los Trabajadores (Bantra) y el Instituto de Previsión del Magisterio (INPREMA).

## Decimocuarta constitución
Es la actual constitución y fue emitida por la Asamblea Nacional Constituyente, entre otras reformas contiene: La redefinición funcional de un Tribunal Supremo Electoral, las declaraciones y garantías a fin de proteger la persona humana por medio del respeto de los derechos humanos, la división y redefinición entre la competencia militar y civil, la seguridad ciudadana y la necesidad de tratamiento de reclusión para menores de edad, la unificación de criterios en la educación superior, las limitaciones de los miembros de los poderes del Estado, la eliminación de la inmunidad de los Diputados y altos funcionarios por elección, la participación de la sociedad civil en el nombramiento de los miembros de la Corte Suprema de Justicia, la sustitución de la Contraloría General de la República de la Dirección de Probidad Administrativa con la Creación del Tribunal Superior de Cuentas, la reestructuración de la función, organización y rol ante el poder civil y las Fuerzas Armadas y Seguridad Pública, la estructura y funcionalidad de este en la Administración Pública, la nacionalidad en la aplicación del Ius Soli y Ius Sanguini, la nueva figura del vicepresidente del Poder Ejecutivo, el nuevo rol del Registro Nacional de las Personas, la Ley sobre Justicia Constitucional que establece la competencia de las Instituciones por medio de la Corte Suprema de Justicia y la reforma y ratificación del artículo 5 sobre la figura del referéndum y plebiscito. Se aprobaron las reformas sobre la forma de aprobarse un tratado que afecta una disposición constitucional, los recursos de habeas corpus, etc., y la facultad, atribuciones y organización de la Corte Suprema de Justicia, que deberán ratificarse en la presente legislatura. 
A la Constitución de 1982 se le han implementado varias reformas realizadas en años posteriores.
En el año 2015 la Corte Suprema de Justicia emitió un fallo en el que habilitó la reelección del Presidente de la República, a pesar de que esta la prohibía expresamente la constitución en el artículo 269.

## Reunificación Centroamericana
En todas las constituciones de Honduras siempre se ha hecho referencia a la unión centroamericana y a la restauración de la Federación total o parcial, entre todos o algunos estados. La actual constitución en su preámbulo indica «...con nuestra fe puesta en la restauración de la unión centroamericana...», además, en el artículo 24 confiere la nacionalidad hondureña a los centroamericanos de nacimiento con 1 año de residencia en el país y en su artículo 335 manda al estado a preservar la integración económica de Centroamérica de forma especial.